# Коле Сан Ђакомо (Кјети)
Коле Сан Ђакомо (итал. Colle San Giacomo) је насеље у Италији у округу Кјети, региону Абруцо.
Према процени из 2011. у насељу је живело 27 становника. Насеље се налази на надморској висини од 272 м.